# Ягодный (Иркутская область)
Я́годный — посёлок в Шелеховском районе Иркутской области России. Входит в состав Большелугского городского поселения.

## География
Посёлок находится на берегах реки Малая Олха, на расстоянии примерно 19 км к юго-западу (SSW) от города Шелехов, административного центра района.

## Население
| 2002 | 2010 | 2011 | 2012 |
| ---- | ---- | ---- | ---- |
| 35   | ↗49  | →49  | ↘48  |

### Половой состав
Согласно результатам переписи 2002 года, посёлке проживало 35 человек (14 мужчин и 21 женщина). Согласно результатам переписи 2010 года, в посёлке проживало 49 человек (27 мужчин и 22 женщины).

## Улицы
Уличная сеть посёлка состоит из двух улиц (ул. Железнодорожная и ул. Лесная).